# Auschwitzprozesse

Übersicht zum KZ Auschwitz: Das Interessengebiet des KZ Auschwitz hatte eine Doppelfunktion als Konzentrationslager und Vernichtungslager

Als Auschwitzprozesse werden Gerichtsverfahren in Polen, Deutschland und Österreich bezeichnet, in denen versucht wurde, NS-Verbrechen im KZ Auschwitz juristisch aufzuarbeiten. Auschwitz war das größte aller nationalsozialistischen Konzentrations- und Vernichtungslager. Während der deutschen Besetzung Polens im Zweiten Weltkrieg wurden dort zwischen 1940 und 1945 mehr als eine Million Menschen – vor allem Juden – aus ganz Europa ermordet. In Auschwitzprozessen waren Angehörige der SS-Wachmannschaften im KZ Auschwitz angeklagt.
Der Krakauer Auschwitzprozess (November/Dezember 1947) mit 40 Angeklagten gilt als der erste Auschwitzprozess. Schon zuvor hatte der Prozess gegen Rudolf Höß, Lagerkommandant in Auschwitz, in Warschau stattgefunden (März 1947). Dieser Prozess gegen einen einzelnen prominenten Täter wird aber nicht als „Auschwitzprozess“ bezeichnet, sondern „Höß-Prozess“ genannt.
In Deutschland wurde eine strafrechtliche Aufarbeitung zunächst durch den Streit darüber blockiert, welches Recht hierbei angewandt werden konnte. Es wurde schließlich auf Grundlage jener Teile des zivilen Strafgesetzbuchs und der Strafprozessordnung verhandelt, welche sowohl in der Zeit des Nationalsozialismus als auch in der gegenwärtigen Bundesrepublik gültig waren. So konnten lediglich Täter verurteilt werden, denen sich eine Mordbeteiligung unmittelbar nachweisen ließ. Dies war nach der abgelaufenen Zeit und der von vornherein mitgeplanten Vermeidung und Vernichtung von Beweisen und Zeugen oft nicht mehr möglich.
Die wichtigsten Auschwitzprozesse in der Bundesrepublik Deutschland waren die Frankfurter Auschwitzprozesse, die vor dem Schwurgericht in Frankfurt am Main stattfanden. Der erste Frankfurter Auschwitzprozess (1963–1965) war mit 22 Angeklagten besonders umfangreich und dauerte 20 Monate. Die meisten Angeklagten wurden zu Haftstrafen verurteilt (darunter sechs lebenslange Haftstrafen), drei wurden aus Mangel an Beweisen freigesprochen. In Österreich gab es 1972 zwei Wiener Auschwitzprozesse mit jeweils zwei Angeklagten, die mit Freisprüchen endeten.
Infolge einer veränderten Rechtsauffassung kam es seit 2015 in Deutschland zu mehreren erstinstanzlichen Prozessen gegen frühere SS-Männer im Konzentrationslager Auschwitz, denen keine konkrete Mordtat nachzuweisen war. Verhandelt wurde daher ihre Beihilfe und ihr Tatanteil an dem Massenmord.

## Krakauer Auschwitzprozess

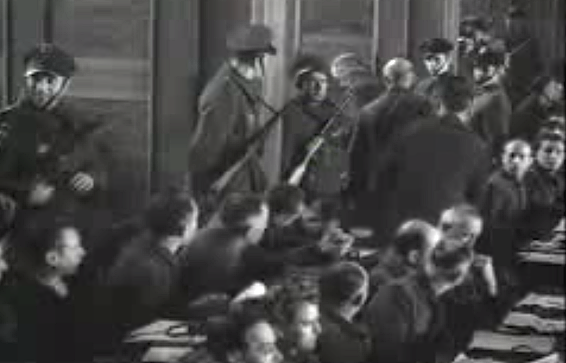
Angeklagte in Krakau (1947)

Der Krakauer Auschwitzprozess wurde gegen 40 ehemalige Angehörige der Lagerbesatzung von Auschwitz-Birkenau geführt. Er wurde durch die Auslieferung von gefangengenommenen SS-Leuten aus den alliierten Besatzungszonen an Polen möglich. Das Verfahren begann am 24. November 1947 vor dem Obersten Nationalen Tribunal Polens und endete am 22. Dezember 1947 mit 23 Todes- und 16 Hafturteilen und einem Freispruch. Unter den in Krakau Hingerichteten befanden sich Arthur Liebehenschel, Maria Mandl und Hans Aumeier.

## Frankfurter Auschwitzprozesse

### Vorgeschichte
Im Nürnberger Prozess gegen die Hauptkriegsverbrecher und in anderen Nürnberger Prozessen wurden die Verbrechen in Konzentrations- und Vernichtungslagern strafrechtlich als Verbrechen gegen die Menschlichkeit gefasst. Im Jahr 1947 fand der Prozess gegen das SS-Wirtschafts-Verwaltungshauptamt mit 18 Angeklagten statt. Das SS-Wirtschafts-Verwaltungshauptamt (SS-WVHA) war für das gesamte KZ-System zuständig gewesen. Oswald Pohl, der vormalige Leiter des SS-WVHA, wurde als einziger der Verurteilten hingerichtet.
Die bundesdeutsche Aufarbeitung der NS-Verbrechen durch die Justiz begann 1950 mit dem Gesetz Nr. 13 des Rats der Alliierten Hohe Kommission, das die Einschränkungen in der Verfolgung von NS-Verbrechern durch die Bundesrepublik aufhob. Zunächst wurden nur Verbrechen verhandelt, die von Deutschen an Deutschen begangen worden waren. Bis 1952 wurden 5.678 Angeklagte rechtskräftig verurteilt. Nach dieser anfänglichen Welle von Verfahren nahm die Anzahl der Verfahren von 44 im Jahr 1954 auf fast die Hälfte im Jahr 1956 ab.
Eine Wende in der Strafverfolgung brachte die Heimkehr der Zehntausend aus der Sowjetunion. Da sich unter diesen Kriegsgefangenen ehemalige Wehrmachts- und SS-Angehörige befanden, kamen in den Entschädigungsverfahren neue Beweise ans Licht. Auch die Berichterstattung zum Ulmer Einsatzgruppen-Prozess im Jahr 1958 führte zu der Erkenntnis, dass viele NS-Verbrechen, vor allem in Osteuropa, bislang ungeahndet geblieben waren.
Aus dem Bedürfnis heraus, die Strafverfolgung der noch unbehelligten Täter zu koordinieren, wurde Ende 1958 die Zentrale Stelle der Landesjustizverwaltungen zur Aufklärung nationalsozialistischer Verbrechen in Ludwigsburg gegründet. Ihre Aufgabe war es zu Beginn, nationalsozialistische Tötungsverbrechen an Zivilpersonen außerhalb des Bundesgebietes aufzuklären. Dabei ging es um Verbrechen, die außerhalb der eigentlichen Kriegshandlungen stattgefunden hatten, also in Konzentrationslagern oder sogenannten „Sammellagern“ sowie „Ghettos“, außerdem um die massenhaften Tötungsdelikte der sogenannten Einsatzgruppen im okkupierten Hinterland der Front. Die Zentrale Stelle sammelte und sortierte einschlägige Dokumente (Urkunden), stellte den Verbleib der Täter fest und fertigte Vernehmungsprotokolle an. Damit es zu einer Anklage kommen konnte, musste die Zentrale Stelle die Ermittlungen an die jeweilige Staatsanwaltschaft des Wohnortes des Täters abgeben.
1959 wurden durch die Ludwigsburger Zentrale Stelle 400 Vorermittlungsverfahren eingeleitet, unter anderem gegen Einsatzgruppen des Sicherheitsdienstes des Reichsführers SS, die Staatspolizei und die Täter in den Konzentrationslagern.

### Vorbereitung des ersten Auschwitzprozesses
Um einen Auschwitzprozess in Deutschland zu ermöglichen, bedurfte es keiner spektakulären Geheimdienstaktionen wie vor dem Jerusalemer Eichmann-Prozess 1961. Vielmehr kam es auf die akribische Recherche und das Durchhaltevermögen derer an, die den Prozess auch zum Zweck der Vergangenheitsbewältigung anstrebten. Denn es war keineswegs selbstverständlich, dass es überhaupt zu einem Verfahren kam.
Im Jahr 1958 führte ein Schreiben auf die Spur des späteren Angeklagten Wilhelm Boger: Der inhaftierte Adolf Rögner richtete eine Beschwerde über die Beschlagnahmung seiner Medikamente an die Staatsanwaltschaft Stuttgart. Der Beschwerde fügte er eine Anzeige gegen Wilhelm Boger bei, den ehemaligen Leiter des „Fluchtreferats“ der politischen Abteilung im Lager Auschwitz. Gegen Wilhelm Boger wurden in der Folge unauffällige Ermittlungen angeordnet, die allerdings zunächst im Sande verliefen. Rögner informierte des Weiteren das Internationale Auschwitz Komitee in Wien. Dieses bot der Staatsanwaltschaft Stuttgart Beweismittel an. Nachdem der Generalsekretär des Komitees, Hermann Langbein, der Anklagebehörde mangelndes Interesse vorgeworfen und elf weitere Zeugen gegen Wilhelm Boger ausfindig gemacht hatte, erließ das Amtsgericht Stuttgart am 2. Oktober 1958 auf Antrag der Stuttgarter Staatsanwaltschaft einen Haftbefehl. Das Komitee half nicht nur im Fall Boger mit sachdienlichen Informationen, sondern machte sich auch auf die Suche nach Zeugen, die in Deutschland gegen andere Angeklagte aussagen sollten. Weitere Ermittlungen stellte die Zentrale Stelle in Ludwigsburg an. 
Im Januar 1959 schickte der Journalist Thomas Gnielka dem hessischen Generalstaatsanwalt Fritz Bauer sieben Schreiben zu, die er bei der Recherche zu einem anderen Thema entdeckt hatte. Ein Holocaust-Überlebender, Emil Wulkan, hatte die Blätter als „Souvenir“ aus dem brennenden Breslauer SS- und Polizeigericht mitgenommen. Es waren Erschießungslisten aus dem Lager Auschwitz, die detailliert die Tötung von Häftlingen dokumentierten. Unterzeichnet waren sie vom Lagerkommandanten Rudolf Höß und dem Namenskürzel seines Adjutanten Robert Mulka. Diese Beweisstücke waren der Ausgangspunkt für ein Ermittlungsverfahren. Bauer leitete sie an den Bundesgerichtshof und an die Zentrale Stelle in Ludwigsburg weiter.
Bauer war als Jude und Sozialdemokrat 1933 selbst für drei Monate in Lagerhaft gewesen. Er wurde zur treibenden Kraft bei der Vorbereitung des Auschwitzprozesses.
Fritz Bauer ersuchte den Generalbundesanwalt Max Güde, durch den Bundesgerichtshof (BGH) den Gerichtsstand bestimmen zu lassen (Gerichtsstandsbestimmung nach § 13a StPO). Im April 1959 bestimmte der BGH das Landgericht Frankfurt am Main als Gerichtsstand für die „Untersuchung und Entscheidung“ in der Strafsache gegen Auschwitz-Personal. Stuttgart und Ludwigsburg gaben ihre Verfahren nach Frankfurt ab.
Die Staatsanwaltschaft Frankfurt leitete ein Ermittlungsverfahren gegen Auschwitz-Personal ein. Das Frankfurter Ermittlungsverfahren wurde von den beiden Staatsanwälten Joachim Kügler und Georg Friedrich Vogel geleitet. Es gelang ihnen, den letzten Lagerkommandanten von Auschwitz Richard Baer, den Lager-Adjutanten Robert Mulka und weitere Täter ausfindig zu machen. Bei der gerichtlichen Voruntersuchung wurden circa 1400 Personen vernommen. Untersuchungsrichter war von Juli 1961 bis Oktober 1962 Landgerichtsrat Heinz Düx.
Am 16. April 1963 reichte die Staatsanwaltschaft die Anklage gegen 23 SS-Angehörige und einen Funktionshäftling beim Landgericht Frankfurt am Main ein. Die Anklageschrift umfasste 700 Seiten und war von den drei Staatsanwälten Joachim Kügler, Georg Friedrich Vogel und Gerhard Wiese verfasst worden. Die Anklage benannte 252 Zeugen und legte viele Urkunden als Beweismittel vor. Dazu kamen 75 Aktenbände mit weiterem Beweismaterial: Zeugenaussagen von Überlebenden, Dokumente aus Archiven und um Akten der Lagerkommandantur, die Fahrbefehle und Funksprüche enthielten und bei der Befreiung des Lagers beschlagnahmt worden waren.
Richard Baer, der letzte Kommandant in Auschwitz, sollte eigentlich der Hauptangeklagte sein, er starb aber am 17. Juni 1963 in der Untersuchungshaft an Herz-Kreislauf-Versagen. Das Verfahren gegen den Angeklagten Hans Nierzwicki, Sanitätsdienstgrad im KZ Auschwitz, wurde aus Krankheitsgründen kurz vor Prozessbeginn abgetrennt. Somit waren noch 22 Angeklagte übrig. Robert Mulka war nun der Hauptangeklagte. 
Im Oktober 1963 wurde bekannt, dass der nach dem Geschäftsverteilungsplan vorgesehene Vorsitzende Richter, Hans Forester, wegen Besorgnis der Befangenheit von seiner Tätigkeit entbunden wurde. Forester hatte durch eine Selbstanzeige bekundet, dass er als Jude von den Nationalsozialisten verfolgt worden war, sein Bruder im Vernichtungslager Majdanek ermordet wurde und seine Mutter im Ghetto Theresienstadt inhaftiert war.

### Erster Auschwitzprozess (1963 bis 1965)

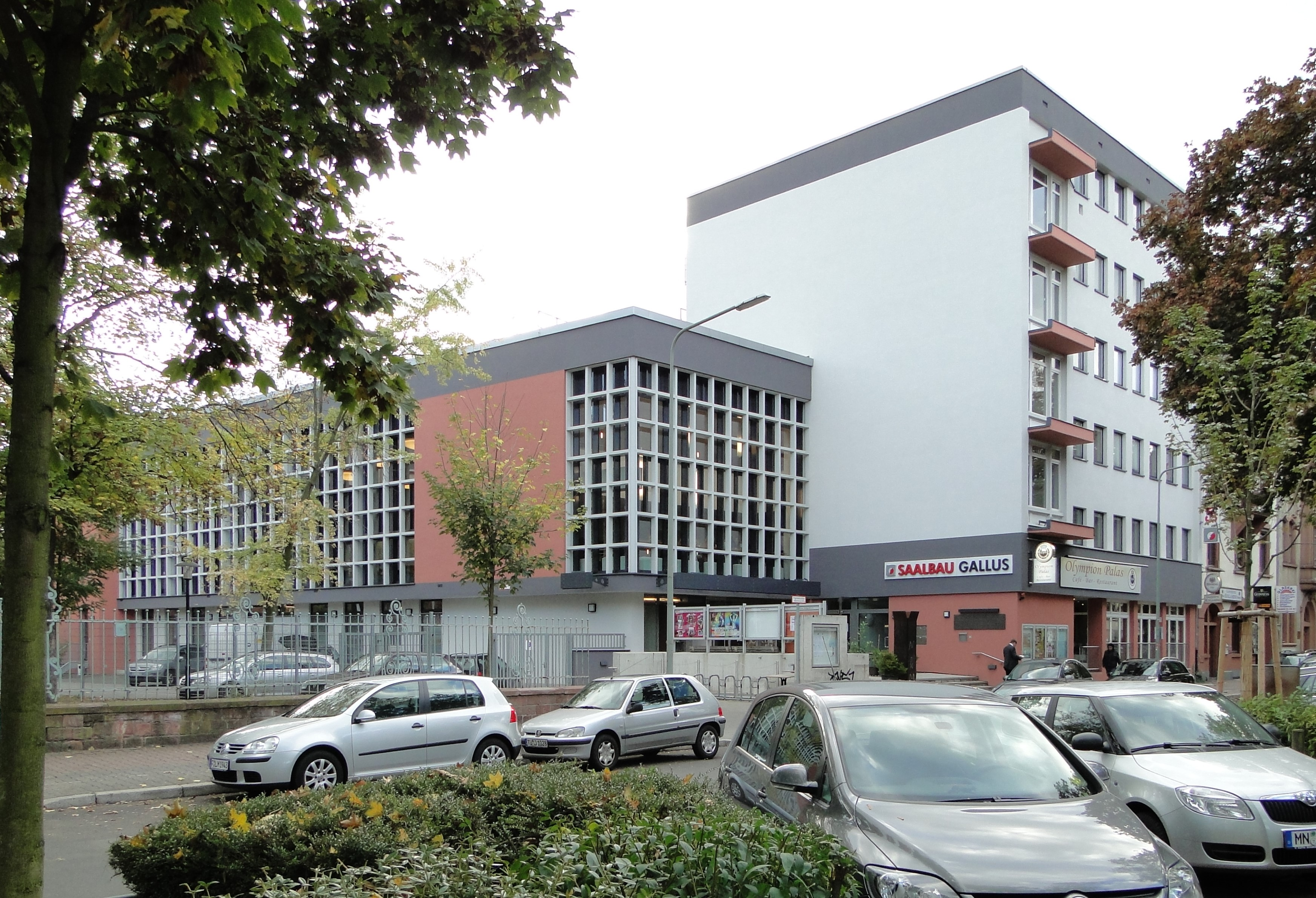
Der Saalbau Gallus in Frankfurt, Ort der Verhandlungen ab April 1964

Der erste Frankfurter Auschwitzprozess unter der Leitung des Richters Hans Hofmeyer („Strafsache gegen Mulka u. a.“) begann am 20. Dezember 1963 im Frankfurter Rathaus Römer (Saal der Stadtverordneten) und wurde ab dem 3. April 1964 im Saalbau Gallus (Bürgerhaus) fortgeführt. Es war der größte Strafprozess der Nachkriegszeit in Deutschland. Beteiligt waren drei Richter und sechs Geschworene (sowie zwei Ergänzungsrichter und fünf Ersatzgeschworene), vier Staatsanwälte, drei Nebenklagevertreter, 19 Verteidiger und 22 Angeklagte.
Der Prozess endete mit dem Urteil, das am 19. und 20. August 1965 verkündet wurde. Es betraf 20 Angeklagte, weil zwei Angeklagte zuvor wegen Krankheit ausgeschieden waren: der ehemalige Blockführer Heinrich Bischoff und der ehemalige Sanitätsdienstgrad Gerhard Neubert. Bischoff starb im Oktober 1964. Neubert wurde 1966 im zweiten Auschwitzprozess zu einer Haftstrafe verurteilt.

#### Verhandlung
Die auf zwölf Verhandlungstage angesetzte Vernehmung der Angeklagten zu Person und Sache blieb praktisch ohne Ergebnis. Die Angeklagten schützten sich gegenseitig und vermieden es, sich gegenseitig zu belasten. Ansonsten schoben sie dem Lagerkommandanten Rudolf Höß die Schuld zu. Die Tatsache, dass einige Polizisten salutierten, als die angeklagten ehemaligen SS-Angehörigen den Gerichtssaal verließen, beschreibt die Stimmung beim Prozess und auch in der deutschen Öffentlichkeit.
Im Verlaufe des Prozesses wurden Gutachter gehört, die sich mit der Organisationsstruktur der SS und dem Aufbau von Konzentrationslagern beschäftigt hatten. Ein wesentlicher Punkt war die Ausräumung des Befehlsnotstands als Entschuldigungsgrund. Die Gutachter stellten fest, dass nachweislich kein SS-Mann mit dem Tode bestraft wurde, wenn er die Vernichtungsbefehle nicht ausgeführt hat. Auch die Verteidigung fand keinen entsprechenden Fall.
Insgesamt wurden 359 Zeugen vernommen. Für die Zeugen, die die Lagerhaft überlebt hatten, waren die Aussagen äußerst belastend. Sie durchlebten nach zwanzig Jahren die schrecklichen Ereignisse noch einmal. Zudem äußerte die Verteidigung Zweifel am Wahrheitsgehalt der Zeugenberichte. Häufig musste eine Pause eingelegt werden, weil ein Zeuge die Grenze seiner Belastbarkeit erreicht hatte. Die Aussagen der ehemaligen Häftlinge riefen Bestürzung und Fassungslosigkeit im Publikum hervor. Neben den Zeugen, die unter der SS gelitten hatten, wurden auch ehemalige SS-Angehörige befragt, darunter Bernhard Walter. Es waren meist Vorgesetzte, die bereits verurteilt und teils auf freiem Fuß waren. Sie vermieden es, die Angeklagten direkt zu belasten, berichteten aber über die Verhältnisse im Lager.
Ein wichtiges Beweismittel waren die Aufzeichnungen des Lagerkommandanten Rudolf Höß, die dieser in polnischer Untersuchungshaft geschrieben hatte. Zu einer genauen Überprüfung der Aussagen wurde ein Ortstermin nötig. Da zwischen der Volksrepublik Polen und der Bundesrepublik Deutschland keine diplomatischen Beziehungen bestanden, war es schwer, dies auf dem offiziellen Dienstweg zu erledigen. Schließlich reiste eine Delegation im Dezember 1964 nach Polen und nahm das ehemalige Lager zwei Tage lang in Augenschein. Im Jahr 1947 war hier das Staatliche Museum Auschwitz-Birkenau gegründet worden.
Am 6. Mai 1965, nach 154 Prozesstagen, wurde die Beweisaufnahme abgeschlossen. Die Plädoyers der Anklagevertreter, der Nebenklagevertreter und der Verteidigung nahmen 22 Verhandlungstage in Anspruch.

#### Die Urteile
Die Urteilsverkündung fand nach 183 Verhandlungstagen am 19. und 20. August 1965 statt.
Von den 20 verbliebenen Angeklagten wurden 16 zu Zuchthausstrafen verurteilt: sechs lebenslang, die anderen zehn mit Haftzeiten zwischen 3¼ und 14 Jahren. Hans Stark, der erst 19 Jahre alt war, als er nach Auschwitz kam, erhielt 10 Jahre Haft als Jugendstrafe. Drei Angeklagte wurden aus Mangel an Beweisen freigesprochen.
| Angeklagter        | Funktion                       | Straftat | Urteil                                      |
| ------------------ | ------------------------------ | --- | ------------------------------------------- |
| Stefan Baretzki    | Blockführer                    | Mord in 5 Fällen Gemeinschaftliche Beihilfe zum gemeinschaftlichen Mord (in 11 Fällen an mindestens 10.050 Menschen)                        | lebenslang Zuchthaus, zusätzlich 8 Jahre    |
| Emil Bednarek      | Funktionshäftling              | Mord in 14 Fällen | lebenslang Zuchthaus                        |
| Wilhelm Boger      | Lager-Gestapo                  | Mord in 5 Fällen Gemeinschaftlicher Mord in 109 Fällen Gemeinschaftliche Beihilfe zum gemeinschaftlichen Mord (an mindestens 1010 Menschen) | lebenslang Zuchthaus, zusätzlich 15 Jahre   |
| Arthur Breitwieser | Häftlingsbekleidungskammer     | | Freispruch aus Mangel an Beweisen           |
| Pery Broad         | Lager-Gestapo                  | Gemeinschaftliche Beihilfe zum gemeinschaftlichen Mord (in 22 Fällen an mindestens 2000 Menschen)                                           | 4 Jahre Zuchthaus                           |
| Victor Capesius    | Apotheker                      | Gemeinschaftliche Beihilfe zum gemeinschaftlichen Mord (in 4 Fällen an mindestens 8000 Menschen)                                            | 9 Jahre Zuchthaus                           |
| Klaus Dylewski     | Lager-Gestapo                  | Gemeinschaftliche Beihilfe zum gemeinschaftlichen Mord (in 32 Fällen an mindestens 1500 Menschen)                                           | 5 Jahre Zuchthaus                           |
| Willy Frank        | Leiter der SS-Zahnstation      | Gemeinschaftliche Beihilfe zum gemeinschaftlichen Mord (in 6 Fällen an mindestens 6000 Menschen)                                            | 7 Jahre Zuchthaus                           |
| Emil Hantl         | Sanitätsdienstgrad             | Gemeinschaftliche Beihilfe zum gemeinschaftlichen Mord (in 42 Fällen an mindestens 340 Menschen)                                            | 3½ Jahre Zuchthaus                          |
| Karl Höcker        | Adjutant des Lagerkommandanten | Gemeinschaftliche Beihilfe zum gemeinschaftlichen Mord (in 3 Fällen an mindestens 3000 Menschen)                                            | 7 Jahre Zuchthaus                           |
| Franz Hofmann      | Schutzhaftlagerführer          | Mord in einem Fall Gemeinschaftlicher Mord (in 33 Fällen an mindestens 2250 Menschen)                                                       | lebenslang Zuchthaus                        |
| Oswald Kaduk       | Rapportführer                  | Mord in 10 Fällen Gemeinschaftlicher Mord (in 2 Fällen an mindestens 1002 Menschen)                                                         | lebenslang Zuchthaus                        |
| Josef Klehr        | Sanitätsdienstgrad             | Mord in 475 Fällen Gemeinschaftliche Beihilfe zum gemeinschaftlichen Mord (in 6 Fällen an mindestens 2730 Menschen)                         | lebenslang Zuchthaus, zusätzlich 15 Jahre   |
| Franz Lucas        | Lagerarzt                      | Gemeinschaftliche Beihilfe zum gemeinschaftlichen Mord (in 4 Fällen an mindestens 4000 Menschen)                                            | 3¼ Jahre Zuchthaus Nach Revision Freispruch |
| Robert Mulka       | Adjutant des Lagerkommandanten | Gemeinschaftliche Beihilfe zum gemeinschaftlichen Mord (in 4 Fällen an mindestens 3000 Menschen)                                            | 14 Jahre Zuchthaus                          |
| Willi Schatz       | SS-Zahnarzt                    | | Freispruch aus Mangel an Beweisen           |
| Herbert Scherpe    | Sanitätsdienstgrad             | Gemeinschaftliche Beihilfe zum gemeinschaftlichen Mord (in 200 Fällen an mindestens 700 Menschen)                                           | 4½ Jahre Zuchthaus                          |
| Bruno Schlage      | Blockführer                    | Gemeinschaftliche Beihilfe zum gemeinschaftlichen Mord (in 80 Fällen)                                                                       | 6 Jahre Zuchthaus                           |
| Johann Schoberth   | Lager-Gestapo                  | | Freispruch aus Mangel an Beweisen           |
| Hans Stark         | Lager-Gestapo                  | Gemeinschaftlicher Mord (in 44 Fällen an mindestens 300 Menschen)                                                                           | 10 Jahre Jugendstrafe                       |

#### Revision
Hantl und Scherpe hatten ihre Strafe bereits durch die Untersuchungshaft verbüßt. In den anderen 15 Fällen, in denen eine Strafe verhängt wurde, legte die Verteidigung Revision ein. Auch die Staatsanwaltschaft legte Revision ein, ferner mehrere Vertreter der Nebenkläger.
Der BGH bestätigte am 20. Februar 1969 das erstinstanzliche Urteil in allen zur Revision gebrachten Fällen außer im Fall Franz Lucas, der an das Landgericht Frankfurt am Main zurückverwiesen wurde. Dieses sprach Lucas am 8. Oktober 1970 frei. Lucas hatte eingeräumt, dass er an den Selektionen in Auschwitz beteiligt war, und bestritt auch nicht, dass es sich dabei um Beihilfe zum Mord in tausenden Fällen handelte. Er hatte aber zu seiner Verteidigung behauptet, er habe unter Zwang und Drohungen gehandelt, und nochmals gefordert, einen subjektiv angenommenen Notstand (Putativnotstand) anzuerkennen. Wie schon der BGH urteilte nun das Landgericht, das Vorliegen eines Putativnotstands sei bei Lucas nicht auszuschließen.

#### Akten und Tonaufnahmen der Zeugenaussagen
Die vollständigen Verfahrensakte umfasst 456 Einzelbände. Sie ist im Archivinformationssystem des Hessischen Landesarchivs zugänglich.
Die Aussagen von 318 Zeugen im Prozess wurden vom Gericht auf Tonband aufgezeichnet und nach dem Ende des Prozesses von Hessens Justizminister Lauritz Lauritzen (SPD) vor der Vernichtung bewahrt. Fast fünfzig Jahre später wurden sie von Mitarbeitern des Frankfurter Fritz-Bauer-Instituts aufbereitet und im Internet frei zugänglich bereitgestellt.
Ende Oktober 2017 wurden die Verfahrensunterlagen und Tonaufnahmen in die Liste des Weltdokumentenerbes (Memory of the World) der UNESCO aufgenommen. Die Tonaufnahmen wurden auch in der von Janusch Kozminski erstellten Dokumentation 183 Tage – Der Auschwitz-Prozess verwendet.

### Zweiter Auschwitzprozess (1965 bis 1966)
Der zweite Frankfurter Auschwitzprozess (Verfahren „4 Ks 3/63 gegen Burger u. a.“) begann vor dem Landgericht Frankfurt am Main am 14. Dezember 1965 und endete am 16. September 1966 mit der Verkündung der Urteile gegen drei Angeklagte. Insgesamt wurden knapp 140 Zeugen gehört, die Vertreter der Anklage, Nebenklage und Verteidigung bestanden größtenteils aus Personen, die bereits am 1. Frankfurter Auschwitzprozess teilgenommen hatten. Im Gegensatz zum 1. Frankfurter Auschwitzprozess wurde dieses Verfahren in der Öffentlichkeit wenig beachtet. Die Urteile wurden am 3. Juli 1970 durch den Bundesgerichtshof bestätigt.
Die Urteile
| Angeklagter     | Funktion                        | Urteil                      |
| --------------- | ------------------------------- | --------------------------- |
| Wilhelm Burger  | Leiter der Abteilung Verwaltung | acht Jahre Zuchthaus        |
| Josef Erber     | Lager-Gestapo                   | lebenslang                  |
| Gerhard Neubert | Sanitätsdienstgrad              | dreieinhalb Jahre Zuchthaus |

Burger hatte seine Strafe bereits durch die Untersuchungshaft und eine achtjährige Haftstrafe, die er 1953 nach einem Gerichtsurteil in Warschau erhalten hatte, verbüßt und wurde umgehend auf freien Fuß gesetzt.
Parallel zum zweiten Auschwitzprozess wurde in der DDR gegen den ehemaligen Lagerarzt Horst Fischer im März 1966 verhandelt. Mit diesem Schauprozess wollte das MfS Einfluss auf den Verlauf des 2. Frankfurter Auschwitzprozesses nehmen und insbesondere die Verantwortung der I.G. Farben in den Mittelpunkt des bundesdeutschen Prozesses rücken. Fischer wurde am 25. März 1966 zum Tode verurteilt und am 8. Juli 1966 hingerichtet.

### Dritter Auschwitzprozess (1967 bis 1968)
Der dritte Frankfurter Auschwitzprozess begann vor dem Landgericht Frankfurt am Main am 30. August 1967 und endete am 14. Juni 1968 mit der Verkündung der Urteile gegen zwei angeklagte Funktionshäftlinge. Gegen den dritten Angeklagten, den ehemaligen Funktionshäftling Erich Grönke, wurde das Verfahren eingestellt.
Der Verfahrensgegenstand umfasste die Tötung von Häftlingen durch Misshandlung, Ertränken, Erwürgen, Erschlagen und Tottreten. Insgesamt wurden 130 Zeugen gehört.
Die Urteile
| Angeklagter     | Funktion          | Urteil                                          |
| --------------- | ----------------- | ----------------------------------------------- |
| Bernhard Bonitz | Funktionshäftling | lebenslang                                      |
| Josef Windeck   | Funktionshäftling | lebenslang, zusätzlich 15 Jahre Freiheitsstrafe |

### Nachfolgeprozesse in Frankfurt
- Im Dezember 1973 begann das Verfahren gegen Alois Frey. Er wurde am 25. November 1974 aus Mangel an Beweisen freigesprochen.
- Willi Rudolf Sawatzki war zusammen mit Alois Frey angeklagt. Er wurde am 26. Februar 1976 aus Mangel an Beweisen freigesprochen.
- Von 1977 bis 1981 fand der Prozess gegen Horst Czerwinski und Josef Schmidt statt. Das Verfahren gegen Czerwinski wurde wegen Verhandlungsunfähigkeit des Angeklagten abgetrennt und vorläufig eingestellt, Schmidt wurde 1981 zu acht Jahren Jugendstrafe verurteilt.

## Wiener Auschwitzprozesse
Die Wiener Auschwitzprozesse waren zwei Auschwitzprozesse in Österreich, die gegen jeweils zwei Angeklagte geführt wurden. Bei beiden Verfahren fand die Hauptverhandlung im Jahr 1972 vor einem Geschworenengericht am Landesgericht für Strafsachen Wien statt. Im ersten Wiener Auschwitzprozess, auch Wiener Architektur-Prozess genannt, waren Walter Dejaco und Fritz Ertl angeklagt, die der Bauleitung in Auschwitz-Birkenau angehört hatten. Beide wurden freigesprochen. Im zweiten Wiener Auschwitzprozess wurden Otto Graf und Franz Wunsch freigesprochen.

## Weitere Prozesse in der Nachkriegszeit mit Bezug zu Auschwitz

### Deutschland
Unter alliierter Besatzung
- Der erste Bergen-Belsen-Prozess gegen die Führung des KZ Bergen-Belsen fand vom 17. September bis 17. November 1945 vor einem britischen Militärgericht in Lüneburg statt. Da ein Teil der Angeklagten zuvor im KZ Auschwitz tätig war, wurde bei diesen die Anklage neben der Verhandlung der Verbrechen in Bergen-Belsen auch auf die Verbrechen im KZ Auschwitz ausgedehnt. Daher kann dieser Prozess zeitlich als ein erster Auschwitz-Prozess bezeichnet werden. 7 Angeklagte wurden, auch wegen der Teilnahme an Verbrechen im KZ Auschwitz, zum Tode verurteilt und am 13. Dezember 1945 hingerichtet. Darunter waren Josef Kramer, Irma Grese, Franz Hößler und der KZ-Arzt Fritz Klein.
- Auschwitz spielte eine wichtige Rolle im Nürnberger Prozess gegen die Hauptkriegsverbrecher (20. November 1945 bis 1. Oktober 1946) und in weiteren Nürnberger Prozessen. Im Nürnberger Hauptkriegsverbrecher-Prozess wurden die massenhaften Tötungen und Gräuel in den Konzentrationslagern erstmals dem neu geschaffenen Straftatbestand Verbrechen gegen die Menschlichkeit zugeordnet.

DDR und Bundesrepublik
- Vor Landes- bzw. Bezirksgerichten der DDR kam es zwischen 1949 und 1966 zu einzelnen Auschwitzprozessen. So wurde unter anderem Hans Anhalt vom Bezirksgericht Erfurt 1964 zu einer lebenslangen Freiheitsstrafe verurteilt. 1966 wurde Horst Fischer, Lagerarzt im KZ Auschwitz III Monowitz, in einem Schauprozess vom Obersten Gericht der DDR zum Tode verurteilt.
- Bernhard Rakers war der erste Auschwitz-Täter, der vor einem westdeutschen Schwurgericht stand. Er wurde vom Landgericht Osnabrück 1953 zu lebenslanger Haft verurteilt. Danach folgten weitere Prozesse vor bundesdeutschen Landgerichten, in denen einzelne Täter angeklagt waren.
- Vor dem Landgericht Köln begann am 23. Oktober 1979 ein Prozess um die Deportation und Ermordung von 40.000 französischen Juden der am 11. Februar 1980 mit der Verurteilung des Gestapo-Chefs in Paris Kurt Lischka zu zehn Jahren Freiheitsstrafe. Herbert M. Hagen, Stellvertreter des Militärbefehlshabers in Frankreich, und Ernst Heinrichsohn, Mitarbeiter im Judenreferat von Paris, wurden zu zwölf und sechs Jahren verurteilt.

### Polen
- Der Höß-Prozess vom 11. bis 29. März 1947 in Warschau gegen den ehemaligen SS-Kommandanten Rudolf Höß endete mit einem Todesurteil.
- In Polen gab es nach dem Krakauer Auschwitzprozess, der Ende 1947 stattfand, weitere Verfahren gegen einzelne Angeklagte.

### Israel
- Der Eichmann-Prozess 1961 in Jerusalem endete mit einem Todesurteil gegen Adolf Eichmann, den Organisator der Transporte aus den besetzten Ländern nach Auschwitz und in andere Vernichtungslager.

## Juristische Neubewertung im Hinblick auf Auschwitz
In den Nachkriegsjahren kam es zu Gerichtsverfahren bzgl. der Vernichtungs-Aktion Reinhardt, viele dieser Täter wurden verurteilt. Die damalige Justiz unterschied zwischen „reinen“ Vernichtungslagern (Treblinka, Belzec, Sobibor), und jenen Lagern wie KZ Auschwitz und KZ Lublin, welche eine Doppelfunktion als KZ und Vernichtungslager hatten. Von den vielen SS-Männern in Auschwitz wurden nur wenige verurteilt, da die Justiz pro Mord jeweils einen direkten Tatnachweis forderte.
Die Verbrechen des NS-Regimes führten in der Bundesrepublik zur Verjährungsdebatte bezüglich Mord. Im Jahr 1979 wurde die juristische Verjährung von Mord durch Beschluss des Deutschen Bundestages aufgehoben. Das Grundlagenwerk zur Holocaustforschung Die Vernichtung der europäischen Juden (1961) des amerikanischen Historikers Raul Hilberg war erst 1982, zwanzig Jahre später, in deutscher Sprache erhältlich. Die meisten NS-Vernichtungsstätten hatten sich auf polnischem Gebiet befunden, auch das KZ Auschwitz. Holocaustleugner bestritten den Völkermord in Auschwitz, so beispielsweise in der Broschüre Die Auschwitzlüge des SS-Mannes Thies Christophersen. Unter kommunistischer Herrschaft kam es an der späteren Gedenkstätte Auschwitz zu unklaren Zahlenangaben bzgl. der Todesopfer. Nach Abschwächung des Kalten Krieges und des nuklearen Overkills gelang eine Annäherung zwischen West und Ost und schließlich kamen die Absetzung des kommunistischen Regimes in Polen und der Mauerfall. Westliche Holocaustforscher erhielten ab etwa 1990 größeren Zugang zu Archiven in Ostblockländern. Das Höcker-Auschwitz-Album gelangte im Jahr 2006 in die breite Öffentlichkeit, es zeigte Mengele erstmals auf einem Foto. Durch jahrzehntelange Holocaustforschungen hatte sich der Kenntnisstand über das KZ Auschwitz stark verbessert.
Im Jahr 2011 wurde mit dem Ukrainer John Demjanjuk erstmals ein nicht-deutscher SS-Gehilfe angeklagt. Durch diesen Sobibor-Prozess rückten auch das KZ Auschwitz, sowie die dortigen deutschen und österreichischen Täter, wieder stärker in die juristische Debatte.
Der Kölner Strafrechtler Cornelius Nestler, der bereits beim Demjanjuk-Prozess die Nebenkläger vertrat, tat dies auch beim Lüneburger Auschwitzprozess. Nicht nur unmittelbare Täter, sondern auch Gehilfen konnten seit dem Demjanjuk-Prozess mit Erfolgsaussicht angeklagt werden. Der Nachweis der unmittelbaren Mitwirkung an einem Tötungsdelikt gilt bei Vernichtungslagern als nicht mehr notwendig, denn jede Mitwirkung – sei es unmittelbar bei der Zuweisung „an der Rampe“ oder bei der Tätigkeit in der Lagerverwaltung – trug zum reibungslosen Ablauf der organisatorisch gelenkten Tötungsmaschinerie bei und ist somit als Beihilfe i. S. v. § 27 StGB zu qualifizieren. Beispielsweise jeder SS-Mann in Auschwitz, egal ob SS-Koch oder SS-Buchhalter, trug eine Waffe und war angehalten, auf flüchtende KZ-Häftlinge ohne Warnung sofort zu schießen (Postenpflicht). Die SS-Drohkulisse im KZ Auschwitz unterstützte den Ablauf der gemeinschaftlichen, industriellen Vernichtung erheblich.

## Auschwitzprozesse seit 2015
Etwa seit 2011 kam es zu ungefähr 50 Ermittlungsverfahren und einigen Gerichtsverfahren gegen weitere SS-Helfer. Einige Gerichtsverfahren wurden eingestellt, wegen des hohen Alters der Angeklagten bzw. aus gesundheitlichen Gründen. Hans Lipschis wurde im Mai 2013 inhaftiert. Die Staatsanwaltschaft warf ihm Beihilfe zum Mord in Vernichtungslagern in 9000 Fällen vor. Im Dezember 2013 verfügte das Landgericht Ellwangen seine Entlassung wegen dauerhafter Verhandlungsunfähigkeit, da eine beginnende Demenz diagnostiziert wurde.

### Lüneburger Auschwitzprozess
Im Jahr 2015 kam es vor dem Landgericht Lüneburg zum Prozess gegen Oskar Gröning, den von der Presse so genannten „Buchhalter von Auschwitz“. Die Anklage lautete auf 300.000-fache Beihilfe zum Mord in Vernichtungslagern und bezog sich auf den Zeitraum der „Ungarn-Aktion“ im Sommer 1944. Er hatte als Buchhalter in Auschwitz die Gelder und Wertgegenstände der Gefangenen entgegengenommen und verwaltet. Oskar Gröning wurde am 15. Juli 2015 zu vier Jahren Haft verurteilt. Efraim Zuroff, Direktor des Standortes Jerusalem des Simon Wiesenthal Centers, begrüßte das Urteil und forderte die deutsche Justiz auf, weitere ungeklärte Fälle zu verfolgen. Josef Schuster, Präsident des Zentralrats der Juden in Deutschland, bewertete die Haftstrafe als wichtiges Signal. Die Versäumnisse der deutschen Justiz, die solche Verfahren jahrzehntelang verschleppt oder verhindert hätten, ließen sich damit aber nicht mehr gutmachen.
Am 28. November 2016 bestätigte der BGH das Urteil, das somit Rechtskraft erlangte.
Am 1. August 2017 wurde bekannt, dass die Staatsanwaltschaft Gröning grundsätzlich für haftfähig halte und einen Antrag der Verteidigung auf Haftverschonung abgelehnt habe. Grönings Verteidiger werde eine erneute gerichtliche Prüfung beantragen, berichtete unter anderem die Hannoversche Allgemeine Zeitung. Sollte das Gericht für eine Haft entscheiden, so sei noch eine Beschwerde möglich. Sein Mandant sei nicht haftfähig. Zudem habe der Amtsarzt Gröning nicht körperlich untersucht.
Am 29. November 2017 entschied das OLG Celle, der 96-jährige Gröning müsse die Haft antreten (Az. 3 Ws 491/17). Das Gericht geht auf der Basis eingeholter Sachverständigengutachten davon aus, dass der Verurteilte trotz seines hohen Alters vollzugstauglich ist. Es verstoße auch nicht gegen Grundrechte des Verurteilten, ihn in den Strafvollzug aufzunehmen. Bei Abwägung der Rechte des Verurteilten mit dem Prinzip der Rechtsstaatlichkeit überwiege letzteres.
Grönings Beschwerde dagegen zum Bundesverfassungsgericht blieb ohne Erfolg, das BVerfG entschied am 29. Dezember 2017, Grönings hohes Alter stehe einer Verbüßung der Strafe nicht entgegen.
Daraufhin stellte Gröning ein Gnadengesuch, wie am 15. Januar 2018 bekannt wurde. Die Staatsanwaltschaft teilte mit, sie werde das Gesuch als eilig behandeln, zumal zu diesem Zeitpunkt noch kein Schreiben mit dem genauen Datum des Haftantritts an Gröning verschickt worden sei. Kurz darauf, am 17. Januar 2018 teilte die Staatsanwaltschaft mit, man habe das Gnadengesuch abgelehnt, Gröning solle rasch die Haft in der Haftanstalt Uelzen antreten, könne sich aber noch an die Justizministerin in dieser Sache wenden. Im Februar 2018 richtete Gröning ein zweites Gnadengesuch an das niedersächsische Justizministerium. Gröning starb am 9. März 2018 im Alter von 96 Jahren, ohne die Strafe angetreten zu haben.

### Detmolder Auschwitzprozess
Im Februar 2016 begann vor dem Landgericht Detmold unter dem Vorsitz der Richterin Anke Grudda der Prozess gegen den 94-jährigen Reinhold Hanning, der von Januar 1943 bis Juni 1944 als Angehöriger der SS-Wachmannschaft in Auschwitz stationiert war. Er musste sich wegen Beihilfe zum Mord in mindestens 170.000 Fällen verantworten. Ihm wurde Beihilfe bei der sogenannten Ungarn-Aktion, Beihilfe bei Massenerschießungen und der von den Nazis sogenannten Selektion von KZ-Insassen zur Ermordung vorgeworfen. Er soll nach Flüchtigen gesucht, die Selektionen an der Rampe bewacht und Gefangene zu den Gaskammern begleitet haben. Dutzende Journalisten aus dem In- und Ausland verfolgten den Prozessauftakt in der Industrie- und Handelskammer, in die das Gericht aus Platzgründen ausgewichen war. Auch ca. 40 Auschwitz-Überlebende, damals im Jugendalter, und Angehörige kamen zur Verhandlung. Die 86- bis 94-jährigen Überlebenden, unter ihnen Erna de Vries, Max Eisen, Mordechai Eldar, Bill Glied, Leon Schwarzbaum, Justin Sonder und Irene Weiss, und die 71-jährige Angela Orosz Richt-Bein – eine der wenigen im Lager geborenen Überlebenden – reisten zum Teil aus Kanada, den USA oder Israel an, um als Zeugen oder als Nebenkläger auszusagen. Aus Rücksicht auf das Alter und den Gesundheitszustand des Angeklagten wurden die Verhandlungen auf jeweils zwei Stunden begrenzt. Die wegen Holocaustleugnung 2015 verurteilte Ursula Haverbeck löste mit ihrem Erscheinen Unverständnis und Protest aus. Im Tumult wurde sie daran gehindert, in den Gerichtssaal zu gelangen. Hanning räumte in einer persönlichen Erklärung am 29. April 2016 ein, von den Massenmorden gewusst zu haben. Da er jedoch behauptete, nichts gesehen zu haben, kam ein vom Bayerischen Landeskriminalamt entwickeltes 3-D-Modell-als Beweismittel zu Anwendung, das zeigen kann, welche Dinge von einem bestimmten Blickpunkt aus gesehen werden konnten.
Die Anklage plädierte auf sechs Jahre Freiheitsstrafe, die Verteidigung hingegen auf Freispruch. Am 17. Juni 2016 verurteilte das Gericht Hanning zu fünf Jahren Haft.
Reinhold Hanning verstarb am 30. Mai 2017, was als Verfahrenshindernis die Einstellung des Strafverfahrens nach sich zog, so dass das Urteil nicht rechtskräftig wurde.

### Neubrandenburger Auschwitzprozess
Am 29. Februar 2016 eröffnete das Landgericht Neubrandenburg das Hauptverfahren gegen Hubert Zafke, einen zu diesem Zeitpunkt 95-jährigen ehemaligen SS-Sanitäter im KZ Auschwitz. Das Gericht teilte bereits im Sommer 2015 mit, das Verfahren werde wegen der Verhandlungsunfähigkeit des Angeklagten nicht eröffnet. Dagegen legte die Staatsanwaltschaft erfolgreich Beschwerde beim zuständigen Oberlandesgericht Rostock ein.
Dem Angeklagten wird Beihilfe zum Mord in mindestens 3681 Fällen von Mitte August bis Mitte September 1944 vorgeworfen. Als Mitglied der SS-Sanitätsstaffel sei ihm der industrielle Mord bekannt gewesen. Für den Einsatz in Auschwitz-Birkenau im Jahre 1943/44 wurde er in Polen bereits 1946 (nach anderen Angaben 1948) zu 3½ Jahren Haft verurteilt.
Gleich nach Eröffnung des Hauptverfahrens in Neubrandenburg wurde dieses wegen des Gesundheitszustandes des Angeklagten vertagt, nach erneuter amtsärztlicher Begutachtung jedoch am 12. September 2016 die mündliche Verhandlung eröffnet.
Nachdem sowohl die Nebenklagevertreter wie auch die Staatsanwaltschaft Befangenheitsanträge gegen die Kammer gestellt hatten, teilte das Gericht am 6. Oktober 2016 mit, der Prozess müsse ganz von vorne aufgerollt werden.
Unter anderem auf Grund eines Beschlusses der Schwurgerichtskammer vom 13. Februar 2017 hat die Staatsanwaltschaft Schwerin Anfang April 2017 erneut gegen die Mitglieder der Schwurgerichtskammer und gegen zwei weitere Richter einen Befangenheitsantrag gestellt. Zudem hätten sich die Richter in zwei weiteren Beschlüssen aus dem November 2016 „in bedenklicher Weise“ über einen Nebenklagevertreter und die Staatsanwaltschaft Schwerin geäußert. Die Vertreter der Nebenkläger haben wegen Rechtsbeugung Strafanzeige gestellt.
Zahlreiche Prominente schrieben einen offenen Brief und initiierten eine Petition.
Erstmals in der Nachkriegsgeschichte hatte ein Befangenheitsantrag gegen eine ganze Kammer Erfolg. Mit Beschluss vom 23. Juni 2017 wurde die gesamte Kammer als befangen abgelehnt, weil sie wiederholt versucht hatte, einen Nebenkläger vom Verfahren auszuschließen (LG Neubrandenburg, Beschluss vom 23. Juni 2017 – 60 Ks 1/15). Darüber hinaus wurde die „verletzende Kritik“ und „herabwürdigende Diktion“ des Kammervorsitzenden Kabisch gegenüber dem Vertreter dieses Nebenklägers gerügt. Nach der Anzeige eines Vertreters der Nebenklage ermittelt seit Anfang April 2017 die Staatsanwaltschaft Stralsund gegen den Kammervorsitzenden wegen des Verdachts der Rechtsbeugung.
Der inzwischen 96-jährige Angeklagte selbst war bereits einen Monat zuvor von zwei Sachverständigen als verhandlungsunfähig eingestuft worden.
Am 31. August 2017 wurde von der Staatsanwaltschaft die Einstellung des Prozesses beantragt, weil dem Angeklagten gemäß einem psychiatrischen Gutachten dauerhafte Verhandlungsunfähigkeit attestiert wurde. Der Angeklagte sei dement, erklärte die Anklagebehörde. Schließlich teilte das Landgericht Neubrandenburg mit, das Verfahren sei am 11. September 2017 wegen der dauerhaften Verhandlungsunfähigkeit des Angeklagten eingestellt worden. Für die dreimonatige Untersuchungshaft des Angeklagten wurde Haftentschädigung beantragt. Hubert Zafke starb Anfang Juli 2018.

### Vor der Hauptverhandlung eingestellte Verfahren
Im September 2015 wurde am Landgericht Kiel eine 91-jährige Frau angeklagt, die als „Funkerin von Auschwitz“ von April bis Juli 1944 in der Kommandantur gearbeitet haben soll. Die Staatsanwaltschaft warf ihr Beihilfe zum Mord in mehr als 260.000 Fällen vor. Zuständig war die Jugendkammer des Gerichts, da die Frau seinerzeit noch nicht volljährig war. Anfang Februar 2016 wurde die inzwischen 92-Jährige als verhandlungsfähig eingestuft und die Verhandlung für April 2016 angesetzt. Letztlich lehnte das Gericht jedoch die Eröffnung des Verfahrens aufgrund dauerhafter Verhandlungsunfähigkeit der Angeklagten ab.
Im Dezember 2015 teilte die Jugendkammer des Landgerichts Hanau mit, ein der Beihilfe zum Mord in 1075 Fällen beschuldigter 92-jähriger früherer SS-Wachmann sei verhandlungsfähig. Der Angeklagte soll von November 1942 bis Juni 1943 in Auschwitz Wachdienste geleistet haben. Der Beginn der mündlichen Hauptverhandlung wurde auf den 13. April 2016 anberaumt. Der inzwischen 93-jährige Angeklagte verstarb jedoch vor der Verhandlung.
Die Staatsanwaltschaft Stuttgart teilte am 16. April 2018 mit, sie habe Anklage gegen einen früheren SS-Wachmann des Konzentrationslagers Auschwitz-Birkenau wegen Beihilfe zum Mord in 13.335 Fällen erhoben. Er habe als SS-Angehöriger von Dezember 1942 bis Januar 1943 durch seinen Wach- und Bereitschaftsdienst den Lagerbetrieb und damit die Vernichtungsaktionen bei mindestens 15 Transporten unterstützt. Für den angestrebten Prozess war das Landgericht Mannheim zuständig, da der Mann im Raum Mannheim lebte. Die Verteidigerin des Angeklagten teilte mit, ihm seien „die Hintergründe, die Zielrichtung und der Ablauf des Tötungsgeschehens“ damals nicht bekannt gewesen. Das Ergebnis eines umfangreichen medizinischen Gutachtens lautete, dass er nicht verhandlungsfähig sei. Somit wurde das Hauptverfahren nicht eröffnet. Das Verfahren wurde im Februar 2019 eingestellt.

## Künstlerische Verarbeitung
- 1965: Marie Luise Kaschnitz: Ein Wort weiter. Gedichte.
- 1965: Robert Neumann: Der Tatbestand oder Der gute Glaube der Deutschen. Roman. Desch, München
- 1965: Martin Walser: Unser Auschwitz. Essay. In: Kursbuch. 1, 1965
- 1965: Peter Weiss: Die Ermittlung. Oratorium in 11 Gesängen. Suhrkamp, Frankfurt 1965. Theaterstück; vor allem unter Verwendung der Korrespondentenberichte Bernd Naumanns (FAZ) vom ersten Frankfurter Auschwitzprozess.
- 1986: Heimrad Bäcker: Nachschrift. Ed. Neue Texte, Linz 1986
- 1995: Bernhard Schlink: Der Vorleser. Roman, verfilmt 2008: Der Vorleser
- 2013: Wolfgang Spielvogel: Prozess Auschwitz Peter Weiss. Theaterstück
- 2014: Giulio Ricciarelli: Im Labyrinth des Schweigens. Filmdrama, das die Vorgeschichte der Frankfurter Auschwitzprozesse thematisiert
- 2018: Annette Hess: Deutsches Haus. Roman
- 2024: Deutsches Haus: Miniserie von Disney+, basierend auf dem Roman Deutsches Haus von Annette Hess

## Dokumentarfilme
- 1999: Drei deutsche Mörder. Aufzeichnungen über die Banalität des Bösen. Dokumentarfilm von Ebbo Demant
- 2013: Das Ende des Schweigens – 50 Jahre Frankfurter Auschwitz-Prozess. TV-Dokumentation

### Zum ersten Frankfurter Auschwitzprozess
- Urteil LG Frankfurt/Main, 19./20. August 1965, und BGH-Urteil, 20. Februar 1969, zusammen veröffentlicht in Justiz und NS-Verbrechen, Band XXI, Lfd. Nr. 595, S. 361–887.
  - Urteil LG Frankfurt/Main, 19./20. August 1965, S. 361–837
  - BGH-Urteil, 20. Februar 1969, S. 838–887 (Urteil des Revisionsgerichts)
- Friedrich-Martin Balzer und Werner Renz (Hrsg.): Das Urteil im Frankfurter Auschwitz-Prozess (1963–1965). Pahl-Rugenstein Verlag NF, Bonn 2004, ISBN 3-89144-354-4.
- Fritz Bauer Institut & Staatliches Museum Auschwitz-Birkenau (Hrsg.): Der Auschwitz-Prozess. Tonbandmitschnitte, Protokolle, Dokumente. DVD/ROM. Directmedia Publishing, Berlin 2004, ISBN 3-89853-501-0. (Enthält auch Danuta Czech: Kalendarium für Auschwitz).
- dass. & Irmtrud Wojak (Hrsg.): Katalog Auschwitz-Prozess 4 Ks 2/63 Frankfurt am Main (Begleitbuch zur Ausstellung, s. u.) Snoeck, Köln 2004, ISBN 3-936859-08-6.
- Ebbo Demant (Hrsg.): Auschwitz – „Direkt von der Rampe weg...“ Kaduk, Erber, Klehr: Drei Täter geben zu Protokoll. Mit einer Einführung von Axel Eggebrecht. Rowohlt, Reinbek bei Hamburg 1979, ISBN 3-499-14438-7. (Betrifft mit Erber auch den zweiten Frankfurter Auschwitzprozess.)
- Inge Deutschkron: Auschwitz war nur ein Wort. Berichte über den Frankfurter Auschwitz-Prozess 1963–1965. Metropol-Verlag, Berlin 2018, ISBN 978-3-86331-417-0.
- Ralph Dobrawa: Der Auschwitz-Prozess. Ein Lehrstück deutscher Geschichte. Das Neue Berlin, Berlin 2013, ISBN 978-3-360-02170-0.
- Axel Eggebrecht: Aufklärung statt Bewältigung. Tondokumente zur Berichterstattung von Axel Eggebrecht über den ersten Auschwitz-Prozess. CD-ROM. Deutsches Rundfunkarchiv (DRA-Webshop), 2011.[81]
- Raphael Gross, Werner Renz (Hrsg.): Der Frankfurter Auschwitz-Prozess (1963–1965). Kommentierte Quellenedition. 2 Bände. Campus Verlag, Frankfurt am Main/New York 2013, ISBN 978-3-593-39960-7.
- Rudolf Hirsch: Auschwitz und Frankfurt – 20 Jahre danach. In: Urania Universum. Band 11, 1965, S. 455–463.
- Rudolf Hirsch: Um die Endlösung. Prozessberichte über den Lischka-Prozess in Köln und den Auschwitz-Prozess in Frankfurt/M. Greifenverlag, Rudolstadt 1982. Neuausgabe: Um die Endlösung. Prozeßberichte. Dietz, Berlin 2001, ISBN 3-320-02020-X.
- Dagi Knellessen: Zeugen im ersten Frankfurter Auschwitz-Prozess (1963–1965) In: Hitlers Sklaven. Lebensgeschichtliche Analysen zur Zwangsarbeit im internationalen Vergleich. Hrsg. von Alexander von Plato, Almut Leh und Christoph Thonfeld. Böhlau, Wien 2008, ISBN 3-205-77753-0, S. 371–388.
- Hans Laternser: Die andere Seite im Auschwitz-Prozess 1963/65. Reden eines Verteidigers. Seewald, Stuttgart 1966.
- Bernd Naumann: Auschwitz. Bericht über die Strafsache gegen Mulka u. a. vor dem Schwurgericht Frankfurt. Vom Autor gekürzte und bearb. Ausgabe. Philo, Berlin 2004, ISBN 3-8257-0364-9.[82]
- Devin O. Pendas: „I didn’t know what Auschwitz was.“ The Frankfurt Auschwitz-Trial and the German Press 1963–1965. In: Yale Journal of Law & the Humanities. Volume 12, Number 2, Summer 2000, ISSN 1041-6374.
- Devin O. Pendas: Der Auschwitz-Prozess. Völkermord vor Gericht. Übersetzer Klaus Binder. Siedler Verlag, München 2013, ISBN 978-3-8275-0007-6.[83]
Originaltitel: The Frankfurt Auschwitz trial, 1963–65. Genocide, history and the limits of the law. Cambridge University Press, Cambridge/New York 2006, ISBN 0-521-84406-1.
- Conrad Taler: Asche auf vereisten Wegen : Berichte vom Auschwitz-Prozess. 3.  Auflage. PapyRossa Verlag Köln, Köln 2024, ISBN 978-3-89438-263-6.
- Annette Weinke: Überreste eines „unerwünschten Prozesses“. Die Edition der Tonbandmitschnitte zum ersten Frankfurter Auschwitz-Prozess (1963–1965). In: Zeithistorische Forschungen/Studies in Contemporary History. 2 (2005), S. 314–320 (zeithistorische-forschungen.de).
- Peter Jochen Winters: Den Mördern ins Auge gesehen: Berichte eines jungen Journalisten vom Frankfurter Auschwitz-Prozess 1963–1965. Metropol-Verlag, Berlin 2015, ISBN 978-3-86331-253-4.
- Irmtrud Wojak, Fritz Bauer Institut: „Gerichtstag halten über uns selbst…“ Geschichte und Wirkung des ersten Frankfurter Auschwitz-Prozesses. Campus, Frankfurt am Main 2001, ISBN 3-593-36721-1.

### Zu anderen Verfahren
- Thomas Albrich, Winfried Garscha, Martin Polaschek (Hrsg.): Holocaust und Kriegsverbrechen vor Gericht. Der Fall Österreich. Studienverlag, Innsbruck 2006, ISBN 3-7065-4258-7.
- Peter Huth (Hrsg.): Die letzten Zeugen. Der Auschwitz-Prozess von Lüneburg 2015. Eine Dokumentation. Reclam, Stuttgart 2015, ISBN 978-3-15-017088-5.
- Michael Thad Allen: Realms of Oblivion. The Vienna Auschwitz Trial. In: Central European History, 40 (2007), S. 397–428 (Abstract) – über den Prozess gegen Josef Ertl und Walter Dejaco in Wien 1972.

### Allgemeinere Literatur
- Heinz Düx: Justiz und Demokratie. Anspruch und Realität in Westdeutschland nach 1945. Gesammelte Schriften 1948–2013. Hrsg. von Friedrich-Martin Balzer, Pahl-Rugenstein Verlag Nf., Bonn 2013, ISBN 978-3-89144-467-2.
- Ullrich Kröger: Die Ahndung von NS-Verbrechen vor westdeutschen Gerichten und ihre Rezeption in der deutschen Öffentlichkeit 1958–1965. Dissertation, Universität Hamburg 1973, DNB 740985205.
- Adalbert Rückerl: Die Strafverfolgung von NS-Verbrechen 1945–1978. Eine Dokumentation. Juristischer Verlag Müller, Heidelberg-Karlsruhe 1979, ISBN 3-8114-0679-5.
- Rolf Vogel: Ein Weg aus der Vergangenheit. Eine Dokumentation zur Verjährungsfrage und zu den NS-Prozessen. Ullstein, Frankfurt am Main 1969 DNB 458588245.
- Gerhard Werle, Thomas Wandres: Auschwitz vor Gericht. Völkermord und bundesdeutsche Strafjustiz. C. H. Beck, München 1995, ISBN 3-406-37489-1.
- Jürgen Wilke, Birgit Schenk, Akiba A. Cohen: Holocaust und NS-Prozesse. Die Presseberichterstattung in Israel und Deutschland zwischen Aneignung und Abwehr. Böhlau, Köln 1995, ISBN 3-412-11694-7.